# Ogaden

Drapeau régional.

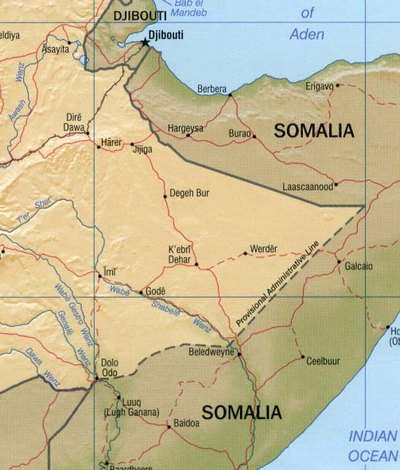
Carte de la corne de l'Afrique.

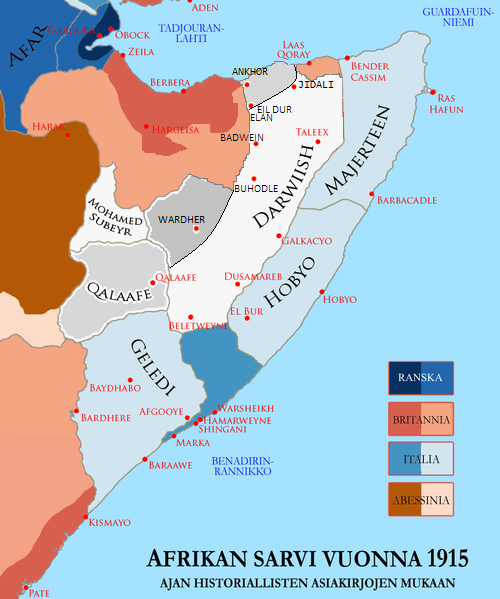
Corne de l'Afrique vers 1915.

L'Ogaden fait partie de la région somali au Sud-Est de l'Éthiopie, s'étendant sur 181 000 kilomètres carrés et où vivent 4 329 000 habitants. Frontalière de Djibouti, du Kenya et de la Somalie, majoritairement peuplée de Somalis de confession musulmane, la région est la cause de deux guerres entre l'Éthiopie et la Somalie, en 1963-1964 et en 1977-1978. L'ogaden n'est pas un terme employé par les anglais pour designer toute la région somali de l'Éthiopie mais la partie où le clan Ogaden est majoritaire. Le terme Reserved area est employé pour désigner la partie nord, où les clans Issas, Gadabuursi et Gurgure sont majoritaires. Les Anglais ont employé le terme Haud pour désigner la partie frontalière avec le Somaliland.

## Histoire
À la suite de la bataille de Chelenqo, qui s'est déroulée le 6 janvier 1887, le Shewa, sous l'autorité de Menelik, occupe le Harar. Il s'étend ensuite vers l'Est, dans l'Ogaden, que l'explorateur italien Enrico Baudi di Vesme atteint en 1889. Un fort est construit à Jijiga en 1890 ou 1891 .
Le Royaume-Uni établit un protectorat sur le Somaliland en 1898. La frontière entre les territoires britannique et éthiopien est abornée entre 1932 et 1934.
En 1936, après l'occupation de l'Éthiopie par l'Italie, l'Ogaden est intégré à l'Afrique orientale italienne et rattaché à la Somalie. Il est occupé par les Britanniques à partir de 1941. Cependant, la Grande-Bretagne reconnaît la souveraineté éthiopienne sur la partie Ogaden par les accords de janvier 1942 et décembre 1944 .
Une révolte en Ogaden en 1943 est réprimée par des troupes éthiopiennes soutenues par les Britanniques.
La partie reserved area est ensuite rendue à l'Éthiopie le 23 septembre 1948. Le Haud reste sous administration britannique jusqu'en 1954 . En 1961, l'Ogaden devient une province éthiopienne distincte, toujours rattachée à Harar cependant .

### Revendication somalienne

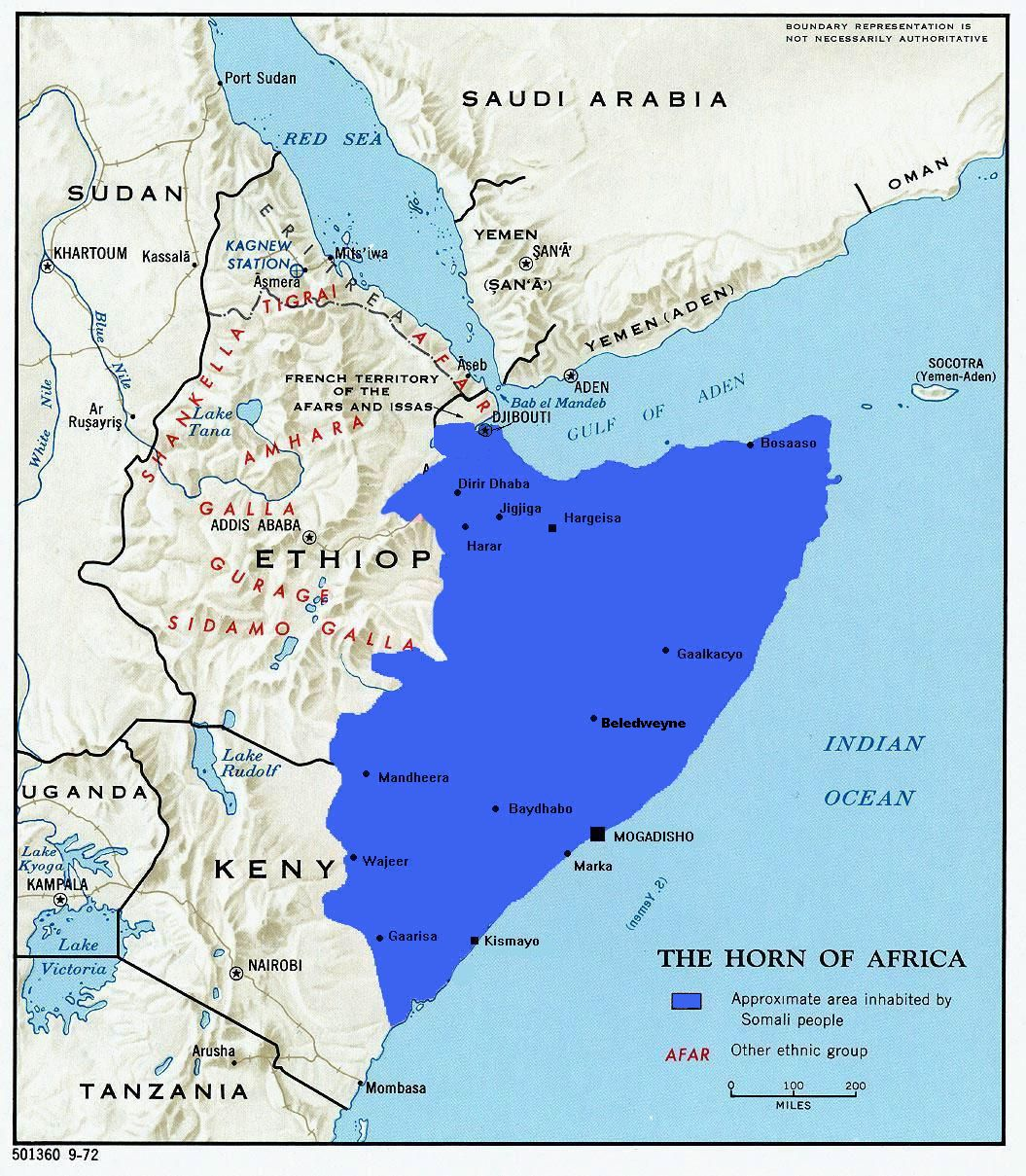
Contours revendiqués d'une hypothétique « Grande Somalie » qui regrouperait les Somalis dans un seul État.

Depuis sa création, le 1er juillet 1960, née de l'union des colonies italienne et britannique, la Somalie revendique toute la région somali de l'Éthiopie.

Un premier conflit, limité, l'oppose à l'Éthiopie entre octobre 1963 et février 1964. En juillet 1977, la République démocratique somalie envahit l'Ogaden et parvient à Dire Dawa. Cependant, l'intervention de troupes cubaines en février 1978 permet une victoire finale de l'Éthiopie.
Des mouvements armés sporadiques continuent à réclamer l'indépendance de l'Ogaden (« Ogaden National Liberation Front ») ou son rattachement à la Somalie (« Western Somali Liberation Front »).

## Situation administrative

La région Somali en Éthiopie.

L'Ogaden est partie intégrante de la région Somali de l'Éthiopie .